# Entosphenus hubbsi
Entosphenus hubbsi là một loài cá thuộc họ Petromyzontidae. Nó là loài đặc hữu của Hoa Kỳ.